# Torkel Styrbjörnsson
Torkel Styrbjörnsson (también llamado Thorgil Sprakling, Torgils Sprakalägg) se ha aclamado como hijo del caudillo vikingo y comandante de los legendarios jomsvikings Styrbjörn el Fuerte, heredero de Olof Björnsson y sobrino del rey Erico el Victorioso de Suecia. La madre de Torkel era Tyra Haraldsdatter, hija del rey danés Harald Blåtand, que casó con Styrbjörn. No obstante es posible que el pedigrí real fuera creado artificialmente para glorificar su descendencia que reinó más tarde Dinamarca, en su caso Svend II.
Saxo Grammaticus le cita brevemente en su Gesta Danorum (libro X) e informa que murió en la batalla de Svolder.
Los hijos conocidos son Ulf Thorgilsson, un destacado caudillo del séquito de Canuto el Grande, Gytha Thorkelsdóttir que casó con Godwin de Wessex y fue madre de Haroldo II de Inglaterra, y Eilif Thorgilsson (995 - 1020).
No se sabe a ciencia cierta sobre que base surge esta referencia histórica. La única fuente contemporánea que cita la paternidad de Torkel, pertenece a Florencio de Worcester, quien cita como su padre a 'Urso' (una palabra latina que define al oso) que sería igual a Björn. El nombre Björn era ampliamente usado entre los vikingos, y por lo tanto la identificación entre Urso y Styrbjorn el Fuerte era más obra de pensadores deseosos de vincular probabilidades que una clara referencia histórica.